# 谭子山站
谭子山站是位于湖南省衡南县谭子山镇的一个铁路车站，邮政编码421107。车站建于1938年，有湘桂铁路经过该站，现仅办理货运，不办理客运业务，车站及其上下行区间均未电气化。车站距离衡阳站34公里，隶属广铁集团，是四等站。